# スズカケノキ科
スズカケノキ科（スズカケノキか、Platanaceae）は、スズカケノキ属のみからなる科。
10種前後が北アメリカ、ヨーロッパ南東部・トルコと、ベトナム付近（1種のみ）の温帯に隔離分布する。また街路樹・公園樹などとして世界的に栽培されている種類もある。落葉高木で、葉は互生。花は単性で小型の風媒花で、球形の頭状花序になる。雌雄同株。がく・花弁（雌花のみ）・雄蕊（雌花にも仮雄蕊がある）は各3-4個のものが多い。雌蕊は5-8個ほどが離生し、花柱の内側が長い柱頭となる。果実は閉果が多数集まり複合果となる。
かつてはマンサク科などに類縁があるとされたが、現代の遺伝学的研究からはヤマモガシ科、ハス科に近いとされ（形態的には大きく異なる）、新しいAPG分類体系ではヤマモガシ目に入れている。